# 埃纳尔·斯尼特
埃纳尔·斯尼特（瑞典語：Einar Snitt，1905年10月13日—1973年12月19日），瑞典男子足球运动员，司职中场。他曾代表瑞典参加1934年国际足联世界杯。他也曾入选1936年夏季奥林匹克运动会瑞典男子足球队阵容，但并未上场参赛。